# أحمد حيلوز
أحمد حيلوز (1949-) هو فنان تشكيلي فلسطيني، ولد في مدينة قلقيلية بفلسطين تخرج من معهد الفنون الجميلة في بغداد قسم النحت عام 1980. قدّم العديد من المعارض الفردية والجماعية، وعمل في مناطق متعددة كفلسطيني لاجئ. انتقل إلى الإمارات العربية المتحدة عام 1980، حيث شغل منصباً في قسم الوسائل التعليمية في وزارة التربية. وشارك في تأسيس جماعة الحروفية في مدينة الشارقة للخدمات الإنسانية وساهم في تأسيس جماعة البان عالم عام 1994. كما كان عضواً في الاتحاد العام للفنانين التشكيليين الأردنيين. شارك في العديد من المعارض النقابية الفلسطينية والعربية والعالمية. تنوعت أساليبه الفنية وتقنياته ما بين النحت والوسائط المختلفة.
اتسمت أعماله بالطابع التعبيري الذي يركزعلى القضية الفلسطينية والإنسان الفلسطيني، حيث احتلت المرأة مكانة مهمة في تلك التجربة، معبرة عن معاني متعددة مثل الحب والأمومة والتحدي والحزن والأرض. فيما بعد أصبحت أعماله أكثر ميلاً إلى اختزال الموضوع، بهدف الوصول إلى الشكل المعبر بأقل ما يمكن من التفاصيل التعبيرية، متجنباً الوقوع في التفاصيل الدقيقة. تميزت لوحاته التصويرية بالعفوية والتلقائية، حيث رسم معالم الطبيعة الفلسطينية التي عاشها في طفولته وبقيت مسكونة في وجدانه.

## معارضه الفردية
ساهم في تقديم العديد من المعارض في مختلف الدول منها:
- معرض في فندق هلتون، الكويت 1977.
- معرض مهرجان دبي الدولي للفنون 1994.
- معرض جاليريا، الشارقة 2004.
- معرض جاليري أربع جدران، الأردن 2009.
- معرض مهرجان ظل النخيل، جامعة الشارقة 2017.

## معارضه الجماعية
شارك حيلوز في العديد من المعارض الجماعية ومنها:
- معرض الفر العالمي المعاصر، الهند 1982.
- معرض بينالي دكا الدولي، بنغلادش 1995.
- معرض متنقل عن المناضلة راشيل كوري، أمريكا 2008.
- ملتقى دبي التشكيلي الدولي الأول، أبراج الإمارات 2013.
- معرض كلية الفنون في برلين 2018.
- المعرض السنوي العام لجمعية الإمارات للفنون التشكيلية، متحف الشارقة للفنون 2021.

## جوائزه
حاز حيلوز على العديد من الجوائز ومن هذه الجوائز:
- المركز الثاني في معرض الشباب العراقي 1980.
- الميدالية البرونزية، الأمر العام للفنانين البولنديين، بولندا 1984.
- جائزة تصميم جناح الشارة، معرض السياحة الدولي، ألمانيا الغربية 1986.
- جائزة التحكيم في مهرجان دبي الدولي 1994.
- الجائزة الأولى في النحت، المعرض الثالث عشر لجمعية الإمارات للفنون 1994.
- الجائزة الثالثة، بينالي الشارقة الدولي 1993.
- جائزة رابطة المبدعين العراقيين للفنون الجميلة، وسام المبدعين 2016.